# Sternohammus femoraloides
Sternohammus femoraloides là một loài bọ cánh cứng trong họ Cerambycidae.